# 馬高遺跡
馬高遺跡（うまたかいせき）は、新潟県長岡市関原町一丁目字中原にある縄文時代中期の遺跡。国の史跡に指定されている。

## 概要
信濃川西岸の丘陵上に立地している。
沢をはさんで西に隣接する縄文時代後期の三十稲場遺跡と併せて馬高・三十稲場遺跡と一括して扱われることもあるが、主時期を異にしている。ともに集落遺跡で、土偶、耳飾、石棒、ヒスイ製玉類などの各種の祭祀にかかわる遺物も豊富に認められる。
三十稲場遺跡とともに近藤勘治郎・篤三郎の父子により縄文時代中期の遺物が確認されたことから縄文集落の広がりが確認された。北陸地方の縄文時代中期に特徴的な火焔型土器の出土が特に有名であり、馬高遺跡はいわゆる火炎土器（「馬高式」土器）の標式遺跡となっている。いっぽう、三十稲場遺跡出土土器には、縄文時代後期初頭の標準型式「三十稲場式」となっているものがある。
出土した土偶は「ミス馬高」と呼ばれている。
1979年2月には三十稲場遺跡とあわせ「馬高・三十稲場遺跡」として、国の史跡に指定された。
2011年（平成23年）からは、復元された竪穴建物が一般公開されている

## 馬高縄文館
現在、両遺跡で出土した土器群は長岡市馬高縄文館に展示されている。土器群のうち深鉢形土器1点が1990年に国の重要文化財に指定。2002年に土器・土製品126点と石器・石製品173点が重要文化財に追加指定され、指定名称を「新潟県馬高遺跡出土品」と改めた。

## ギャラリー

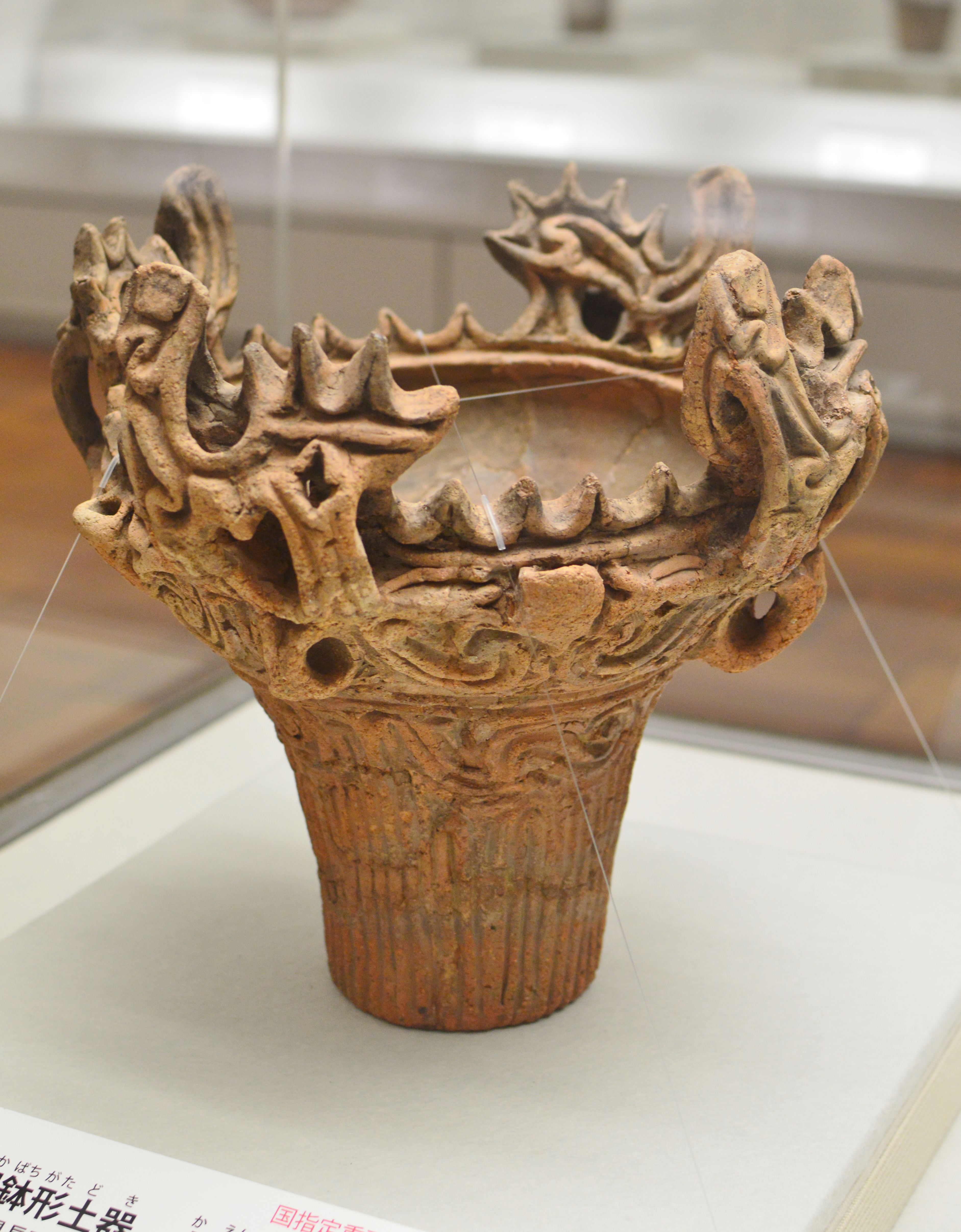
深鉢形土器（火焔型土器）（重要文化財） 京都大学総合博物館企画展示。
浅鉢形土器（火焔型土器）（重要文化財） 京都大学総合博物館企画展示。
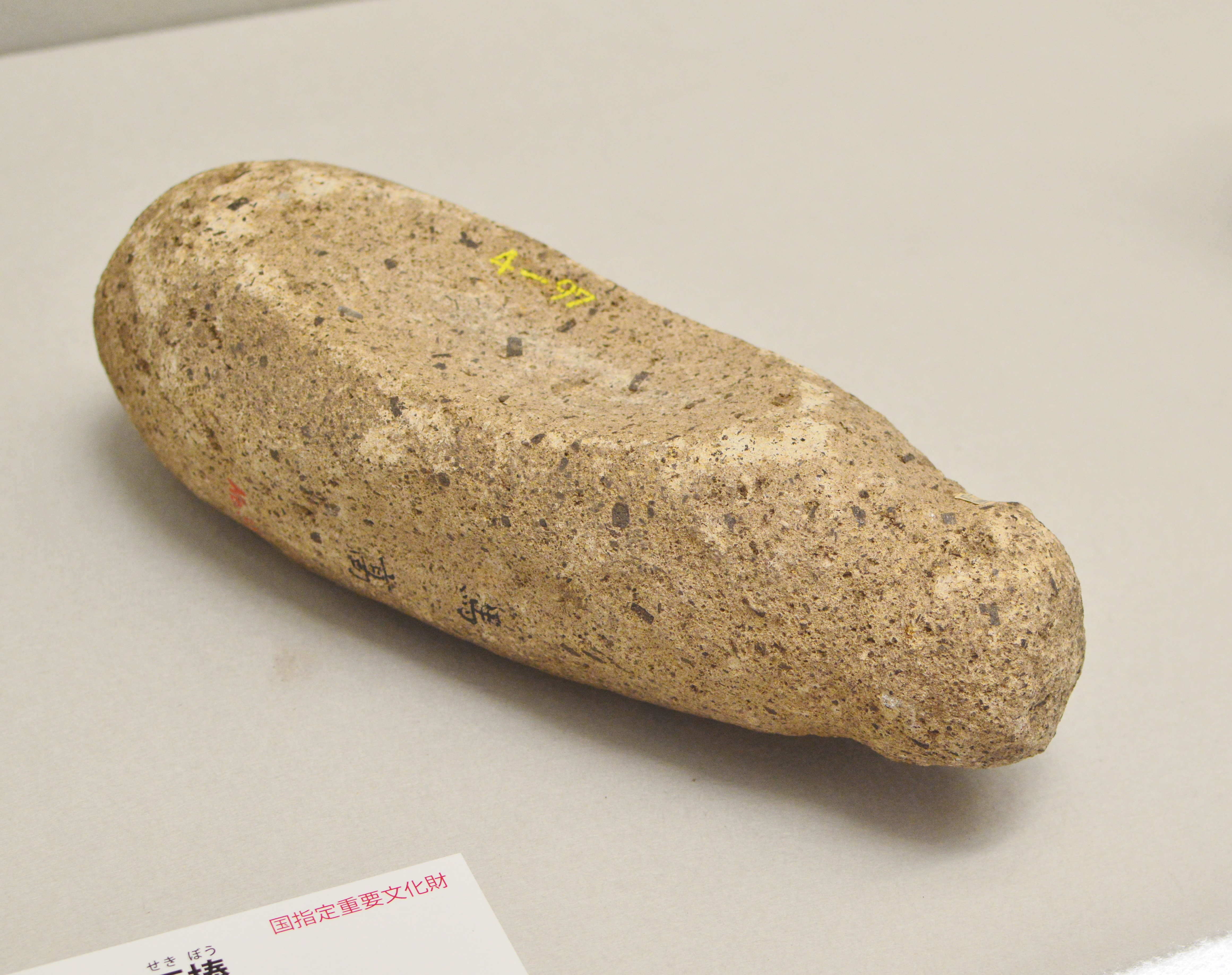
石棒（重要文化財） 京都大学総合博物館企画展示。
土偶（重要文化財） 京都大学総合博物館企画展示。
土版（重要文化財） 京都大学総合博物館企画展示。
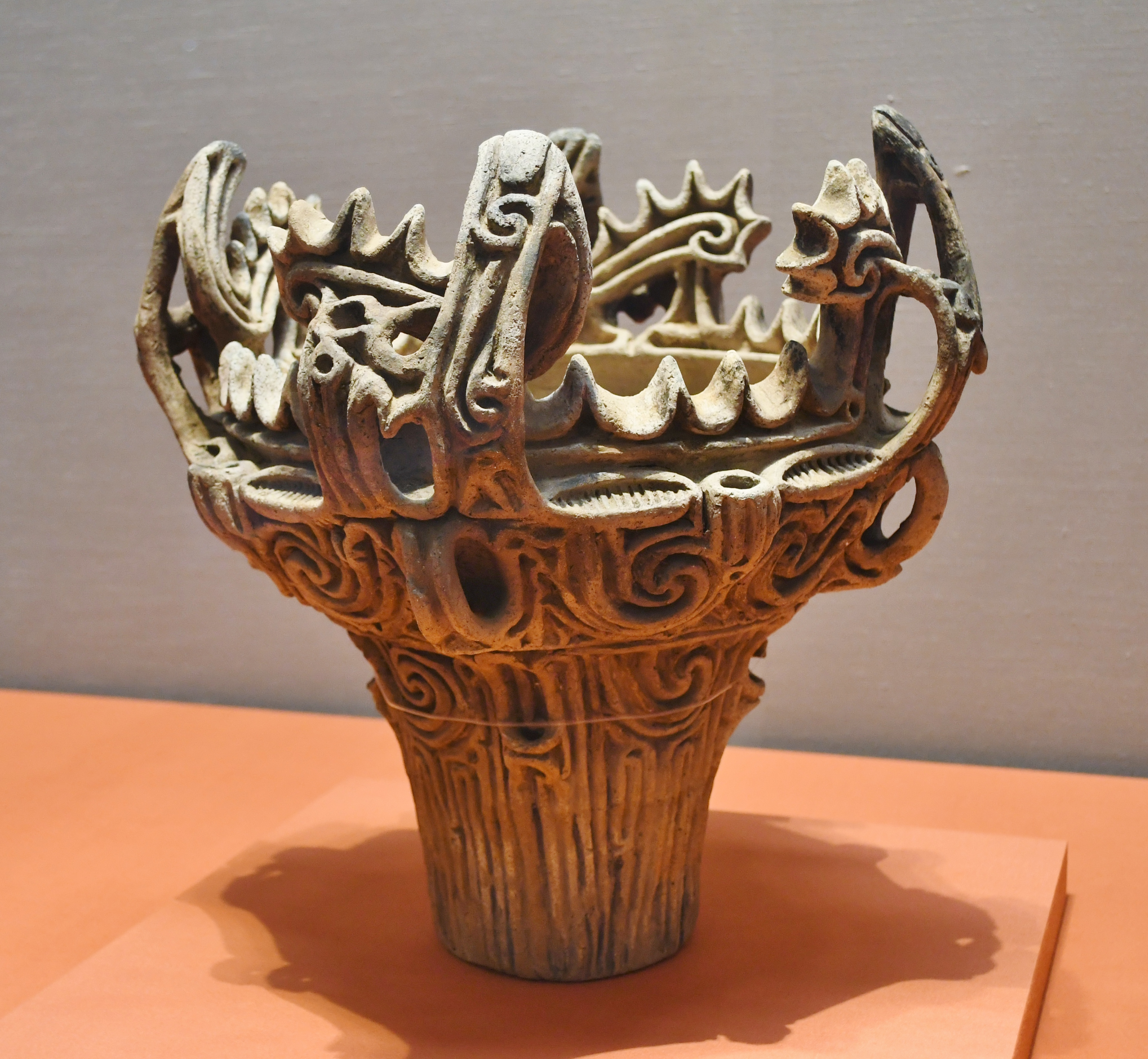
伝馬高遺跡出土 火焔型土器